# Ophioperla
Ophioperla is een geslacht van slangsterren uit de familie Ophiuridae.

## Soorten
- Ophioperla koehleri (Bell, 1908)